# العلاقات الصومالية البنمية
العلاقات الصومالية البنمية هي العلاقات الثنائية التي تجمع بين الصومال وبنما.

## مقارنة بين البلدين
هذه مقارنة عامة ومرجعية للدولتين:
| وجه المقارنة                                              | الصومال                        | بنما                      |
| --------------------------------------------------------- | ------------------------------ | ------------------------- |
| المساحة (كم2)                                             | 637.66 ألف                     | 74.18 ألف                 |
| عدد السكان (نسمة)                                         | 14.74 مليون                    | 4.10 مليون                |
| الكثافة السكانية (ن./كم²)                                 | 23.12                          | 55.27                     |
| العاصمة                                                   | مقديشو                         | بنما                      |
| اللغة الرسمية                                             | اللغة الصومالية، اللغة العربية | اللغة الإسبانية           |
| العملة                                                    | شلن صومالي                     | بالبوا بنمي، دولار أمريكي |
| الناتج المحلي الإجمالي (بليون دولار)                      | 7.37 مليار                     | 61.84 مليار               |
| الناتج المحلي الإجمالي (تعادل القوة الشرائية) بليون دولار |                                | 87.37 مليار               |
| الناتج المحلي الإجمالي الاسمي للفرد دولار أمريكي          | 549                            | 13.27 ألف                 |
| الناتج المحلي الإجمالي للفرد دولار أمريكي                 |                                | 20.89 ألف                 |
| مؤشر التنمية البشرية                                      |                                | 0.780                     |
| رمز المكالمات الدولي                                      | +252                           | +507                      |
| رمز الإنترنت                                              | .so                            | .pa                       |
| المنطقة الزمنية                                           | ت ع م+03:00                    | 00                        |

## منظمات دولية مشتركة
يشترك البلدان في عضوية مجموعة من المنظمات الدولية، منها:
| علم المنظمة | اسم المنظمة                               | تاريخ انضمام الصومال | تاريخ انضمام بنما |
| ----------- | ----------------------------------------- | -------------------- | ----------------- |
|             | يونسكو                                    | 15 نوفمبر 1960       | 10 يناير 1950     |
|             | الفريق المعني برصد الأرض                  | ?                    | ?                 |
|             | مؤسسة التمويل الدولية                     | 31 أغسطس 1962        | 20 يوليو 1956     |
|             | المركز الدولي لتسوية المنازعات الاستشارية | 30 مارس 1968         | 8 مايو 1996       |
|             | منظمة حظر الأسلحة الكيميائية              | ?                    | ?                 |
|             | مؤسسة التنمية الدولية                     | 31 أغسطس 1962        | 1 سبتمبر 1961     |
|             | الاتحاد البريدي العالمي                   | ?                    | ?                 |
|             | منظمة الشرطة الجنائية الدولية             | ?                    | ?                 |
|             | الأمم المتحدة                             | 20 سبتمبر 1960       | 13 نوفمبر 1945    |
|             | الاتحاد الدولي للاتصالات                  | 28 سبتمبر 1962       | 14 يوليو 1914     |
|             | البنك الدولي للإنشاء والتعمير             | 31 أغسطس 1962        | 14 مارس 1946      |

## وصلات خارجية
- موقع وزارة الخارجية الصومالية
- موقع وزارة الخارجية البنمية